# Chińskie Tajpej na Mistrzostwach Świata w Lekkoatletyce 2011
Chińskie Tajpej na Mistrzostwach Świata w Lekkoatletyce 2011 było reprezentowane przez 7 zawodników.

## Wyniki reprezentantów Chińskiego Tajpej

### Mężczyźni

#### Konkurencje biegowe
| Konkurencja | Zawodnik                                             | Eliminacje | Eliminacje | Finał    | Finał   |
| Konkurencja | Zawodnik                                             | Rezultat   | Pozycja    | Rezultat | Pozycja |
| ----------- | ---------------------------------------------------- | ---------- | ---------- | -------- | ------- |
| 4x100 m     | Wang Wen-tang Liu Yuan-kai Tsai Meng-lin Yi Wei-chen | 39.30      | 17.        |          |         |

#### Konkurencje techniczne
| Konkurencja    | Zawodnik         | Eliminacje | Eliminacje | Finał    | Finał   |
| Konkurencja    | Zawodnik         | Rezultat   | Pozycja    | Rezultat | Pozycja |
| -------------- | ---------------- | ---------- | ---------- | -------- | ------- |
| Pchnięcie kulą | Chang Ming-huang | 19,60 m    | 19.        |          |         |
| Skok w dal     | Lin Ching-hsuan  | 7,30 m     | 29.        |          |         |

### Kobiety

#### Konkurencje biegowe
| Konkurencja | Zawodnik         | Runda 1  | Runda 1 | Runda 2  | Runda 2 | Półfinał | Półfinał | Finał    | Finał   |
| Konkurencja | Zawodnik         | Rezultat | Pozycja | Rezultat | Pozycja | Rezultat | Pozycja  | Rezultat | Pozycja |
| ----------- | ---------------- | -------- | ------- | -------- | ------- | -------- | -------- | -------- | ------- |
| 100 m       | Liao Ching-hsien | 11.98    | 4. Q    | 12.15    | 41      |          |          |          |         |